# Plectocarpon linitae
Plectocarpon linitae är en lavart som först beskrevs av Rolf Santesson och som fick sitt nu gällande namn av Mats Wedin och Joseph Hafellner. 
Plectocarpon linitae ingår i släktet Plectocarpon och familjen Roccellaceae. Enligt den finländska rödlistan är arten nära hotad i Finland. Arten är reproducerande i Sverige. Artens livsmiljö är fjällhedar.